# 文氏图
文氏图（英語：Venn diagram），或译温氏图、Venn圖、范恩圖、维恩圖、维恩图解、范氏圖、韦恩图、卞氏圖表等，是在集合论（或者类的理论）数学分支中，在不太严格的意义下用以表示集合（或类）的一种图解。它们用于展示在不同的事物群组（集合）之间的数学或逻辑联系，尤其适合用来表示集合（或）类之间的“大致关系”，它也常常被用来帮助推导（或理解推导过程）关于集合运算（或类运算）的一些规律。

## 起源

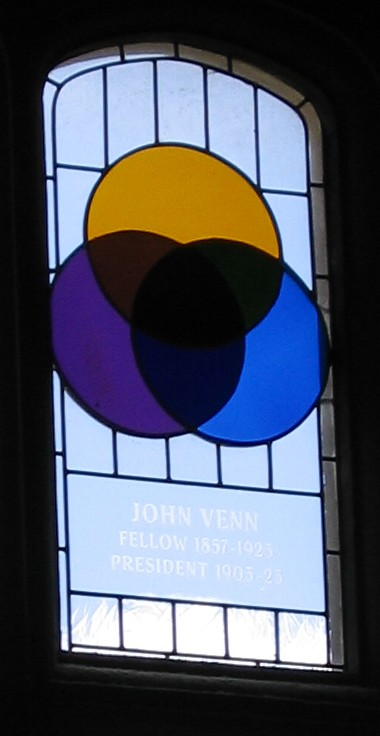
剑桥大学冈维尔与凯斯学院餐厅的彩色玻璃窗

约翰·维恩是19世纪英国的哲学家和数学家，他在1881年发明了文氏图。

## 例子

集合A, B和C

在文氏图法中，如果有论域，则以一个矩形框（的内部区域）表示论域；各个集合（或类）就以圆／椭圆（的内部区域）来表示。两个圆／椭圆相交，其相交部分表示两个集合（或类）的公共元素，两个圆／椭圆不相交（相离或相切，而实际上在文氏图中相切是没有什么意义的，因为文氏图是以图形的内部区域来表示的）则说明这两个集合（或类）没有公共元素。

集合A和B

比如黃色的圆圈（集合A）可以表示两足的所有活物。蓝色的圆圈（集合B）可以表示会飞的所有活物。黃色和蓝色的圆圈交叠的区域（叫做交集）包含会飞且两足的所有活物──比如鹦鹉。（把每个单独的活物类型想像为在这个图中的某个点）。
人和企鹅會在橙色圆圈中不与蓝色圆圈交叠的部分中。蚊子有六足并且会飞，所以蚊子的点可以在蓝色圆圈中不与橙色圆圈交叠的部分中。不是两足并且不会飞的东西（比如鲸和响尾蛇）可以表示为在这两个圆圈之外的点。在技术上，上面的文氏图可以解释为"集合A和集合B之间的联系，它们可以有一些（但不是全部）的元素是公共的"。
集合A和B的组合区域叫做集合A和B的并集。在这个个例中并集包含要么两足、要么会飞、要么两足并且会飞的所有东西。圆圈交叠暗示着两个集合的交集非空──就是说在事实上有活物同时在黃色和蓝色圆圈中。
文氏图与其它的图示法一样，它不能准确表示一个集合（或类）中到底有哪些元素。

## 类似的图
欧拉图可能在外观上同文氏图是一致的。它们之间的区别只在於它们的应用领域中，就是说在被分割的全集的类型中。欧拉图展示对象的特定集合，文氏图的概念更一般的适用于可能的联系。文氏图和欧拉图没有合并的原因可能是，欧拉的版本是早在100多年前就出现了的，欧拉已经有了足够多的成就了，而維恩只留下了这么一个图。
在欧拉图和文氏图之间的区别只是在想法上，欧拉图要展示特定集合之间的联系，而文氏图要包含所有可能的组合。下面是欧拉图的一个例子：

集合A, B和C

在这个例子中，一个集合完全在另一个集合内部。我们说集合A是在世界中能找到的所有的不同类型的奶酪，集合B是在世界中能找到的所有食物。从这个图中，你可以看出所有奶酪都是食物，但是不是所有食物都是奶酪。进一步的说，集合C（比如说金属造物）与集合B没有公共元素（集合的成员），从此我们可以在逻辑上断言没有奶酪是金属造物（或者反过来说）。在形式上，上述的图可以在数学上解释为"集合A是集合B的真子集，而集合C和集合B没有公共元素"。
或解释为一个三段论：
- 所有As是Ks
- 没有Cs是Ks
- 所以，没有Cs是As
- 所以，没有As是Cs

## 扩展到更多个集合
|  |  |  |
歷來有許多把文氏图推广到多个集合的嘗試。維恩使用椭圆达到了四个集合但从未满意他的五集合解法。在一个世纪之後，才找到了一种能满足維恩關於對稱性的非正式要求。這是A·W·F·爱德华兹在设计彩色玻璃窗以缅怀維恩的時候，所得出的‘齿轮’方法：
|  |  |
|  |  |

## 在大眾文化中
在美國電視劇生活大爆炸（The Big Bang Theory）S1E14中，Leonard不小心買下了巨型時光機，他納悶道：誰會用800元就賣出一台全尺寸的時間機器？
Sheldon回答：在文氏圖中，那是位於「不再想要時間機器」和「需要800元」兩個集合的交接區域。
還有生活大爆炸S9E23中，Sheldon和Penny正在玩字卡遊戲來拓展對方的知識圈，其中Sheldon拿出文氏圖的卡片讓Penny說是什麼，Penny答對並說道：我會記得是因為我當時心想，他何時才會停止解釋這個圖？